# Airy
Airy är en nedslagskrater i Meridiani Planum på Mars. Den namngavs efter den brittiska astronomen Sir George Biddell Airy. Airy är ungefär 43 kilometer i diameter. En mycket mindre krater, Airy-0, ligger längs Mars' nollmeridian.